# Evheni Saltsin
Evheni Saltsin   (República Socialista Soviètica Autònoma de Crimea, 26 de febrer de 1929) és un waterpolista ucraïnès, ja retirat, que va competir sota bandera de la Unió Soviètica, guanyador d'una medalla olímpica.
El 1960 va prendre part en els Jocs Olímpics d'Estiu de Roma, on guanyà la medalla de plata en la competició del waterpolo.